# HD 93129
HD 93129는 용골자리 성운에 있는 삼중성계로 우리 은하에서 최상급의 광도를 보여주는 뜨거운 O형 항성 셋으로 구성되어 있다. 이 계는 용골자리 OB1 성협(용골자리 에타, WR 25 등 극도로 광도가 높은 항성들이 소속되어 있다.) 내 젊은 성단 트럼플러 14를 지배하는 구성원이다.

## 위치

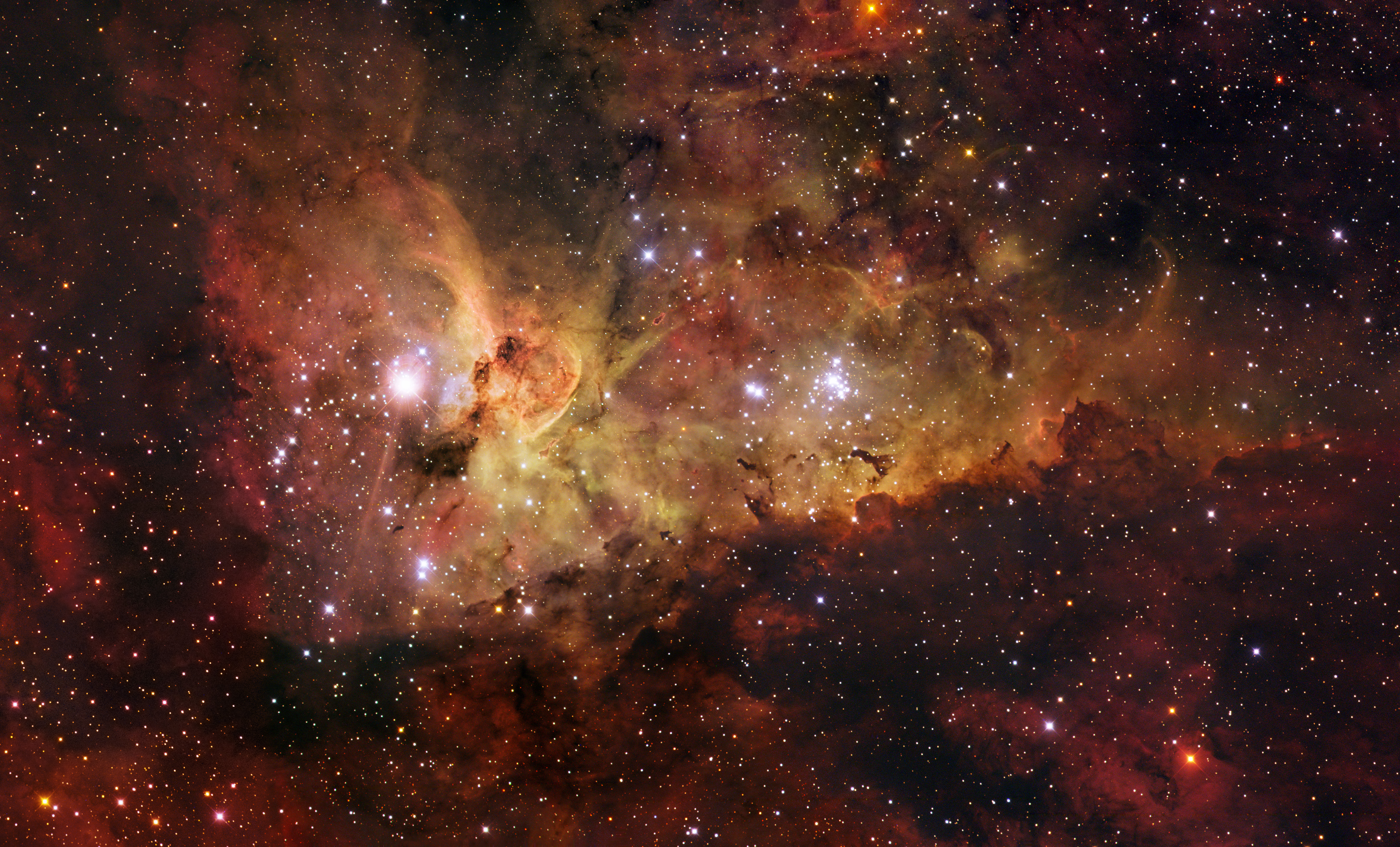
용골자리 성운. 왼쪽에 용골자리 에타, 중심에서 약간 오른쪽에 트럼플러 14가 있다.

HD 93129는 항성이 태어나는 영역인 용골자리 성운 내 무거운 산개성단 트럼플러 14의 중심부에 있다. 연주시차를 이용하기에는 지구로부터 너무 멀리 떨어져 있으나 용골자리 에타까지의 거리, 같은 영역 내에 있는 것으로 보이는 다른 별들의 천체물리학적 데이터, 성단들의 모형 등으로부터 HD 93129까지의 거리를 약 2300 파섹(약 7500 광년)으로 추정하고 있다. HD 93129 Aa는 지구에서 가장 가까운 O2형 초거성이다.
HD 93129가 있는 근처는 질량이 크고 광도가 높은 여러 다른 항성들의 고향이기도 하다. HD 93128는 트럼플러 14에서 24'밖에 떨어져 있지 않으며 또다른 O3.5형 주계열성이다. HD 93250과 HD 93205는 용골자리 에타 근처 규모가 더 큰 트럼플러 16 성단 안에 있으며 둘 다 O3.5 분광형이다. 이외에도 볼프-레이에별 세 개, O4형 초거성 하나, O형 항성 다수, 그 자체로 독특한 용골자리 에타 등이 HD 93129 인근에 분포해 있다.

## 항성계

성단 트럼플러 14의 사진. HD 93129 A는 사진에서 가장 밝은 별이다. HD 93129 B는 A에 가까이 붙어 있으나 확실히 구별된 형태로 보인다.

HD 93129는 확연하게 둘로 분리되어 있는 HD 93129 A와 HD 93129 B로 구성되어 있다.
HD 93129 A 자체는 다시 훨씬 가까이 붙어 있는 주성 Aa와 반성 Ab로 이루어져 있다. 다만 반성과 주성의 밝기 차이가 0.9 등급밖에 되지 않음에도 불구하고 주성 Aa가 계 전체의 스펙트럼을 압도한다. HD 93129 Aa는 O2형 초거성, Ab는 O3.5 분광형의 주계열성이다. 둘 사이의 거리는 2004년 55 밀리초각에서 2013년 27 밀리초각까지 줄어든 것으로 관측되었으나 정확한 궤도는 밝혀지지 않았다.
HD 93129 B는 근접쌍성 A로부터 3 초각 떨어져 있는 O3.5 분광형의 주계열성이다. B는 A의 총광도보다 1.5 등급 어두우며 HD 93129 Ab와 광도가 거의 같다.
HD 93129로부터 5 초각 안쪽으로 어두운 별 다섯 개가 더 있는데 적외선 파장대에서 HD 93129보다 5 ~ 7 등급 더 어둡다.

## 특성
HD 93129를 구성하는 항성 셋 모두 우리 은하 내 별들 중에서 광도 면에서 최상위 그룹에 속한다. 주성인 초거성 HD 93129 Aa의 광도는 태양의 148만 배, 나머지 두 반성의 광도는 태양의 57만 5천 배이다. 광도 외에 표면 온도 면에서도 주성 초거성은 42500 켈빈, 나머지 둘은 52000 켈빈으로 역시 최상급으로 뜨겁다. 세 별의 질량은 태양의 70 배 ~ 110 배 사이이다.
HD 93129 Aa는 주계열을 떠났으며 나이는 90만 년 언저리로 추정된다. 트럼플러 14 내 영년주계열 항성들이 있는 것을 볼 때 Aa의 나이는 최소 60만 년 이상은 될 것이다.

## 같이 보기
- 질량이 큰 항성 목록